# Agelena barunae
Agelena barunae là một loài nhện trong họ Agelenidae.
Loài này thuộc chi Agelena. Agelena barunae được Benoy Krishna Tikader miêu tả năm 1970.